# Liste der Finanzminister von Schleswig-Holstein
Dieser Artikel enthält eine Liste der Finanzminister von Schleswig-Holstein.

## Finanzminister Schleswig-Holstein (seit 1946)
| Name                               | Amtsantritt                                        | Kabinett                            | Partei                             |
| Minister für Haushalt und Finanzen | Minister für Haushalt und Finanzen                 | Minister für Haushalt und Finanzen  | Minister für Haushalt und Finanzen |
| ---------------------------------- | -------------------------------------------------- | ----------------------------------- | ---------------------------------- |
| Thomas Andresen                    | 11. April 1946                                     | Steltzer I                          | CDU                                |
| Minister für Finanzen              |                                                    |                                     |                                    |
| Thomas Andresen                    | 23. November 1946                                  | Steltzer II                         | CDU                                |
| Richard Schenck                    | 29. April 1947                                     | Lüdemann                            | SPD                                |
| Wilhelm Gülich                     | 29. August 1949                                    | Diekmann                            | SPD                                |
| Waldemar Kraft                     | 5. September 1950                                  | Bartram                             | GB/BHE                             |
| Friedrich Wilhelm Lübke            | 25. Juni 1951                                      | Lübke I                             | CDU                                |
| Waldemar Kraft                     | 27. Juli 1951                                      | Lübke II                            | GB/BHE                             |
| Carl-Anton Schaefer                | 7. November 1953 11. Oktober 1954 27. Oktober 1958 | Lübke II von Hassel I von Hassel II | GB/BHE                             |
| Hartwig Schlegelberger             | 6. November 1961 7. Januar 1963                    | von Hassel II Lemke I               | CDU                                |
| Hans-Hellmuth Qualen               | 1. Mai 1963 3. Mai 1967 24. Mai 1971               | Lemke I Lemke II Stoltenberg I      | FDP                                |
| Gerd Lausen                        | 15. Mai 1973 26. Mai 1975                          | Stoltenberg I Stoltenberg II        | CDU                                |
| Uwe Barschel                       | 1. Januar 1979 29. Mai 1979                        | Stoltenberg II Stoltenberg III      | CDU                                |
| Rudolf Titzck                      | 1. Juli 1979 4. Oktober 1982                       | Stoltenberg III Barschel I          | CDU                                |
| Roger Asmussen                     | 3. April 1983 13. April 1983 2. Oktober 1987       | Barschel I Barschel II Schwarz      | CDU                                |
| Heide Simonis                      | 31. Mai 1988 5. Mai 1992                           | Engholm I Engholm II                | SPD                                |
| Minister für Finanzen und Energie  |                                                    |                                     |                                    |
| Claus Möller                       | 19. Mai 1993 22. Mai 1996 28. März 2000            | Simonis I Simonis II Simonis III    | SPD                                |
| Ralf Stegner                       | 1. März 2003                                       | Simonis III                         | SPD                                |
| Minister der Finanzen              |                                                    |                                     |                                    |
| Rainer Wiegard                     | 27. April 2005 27. Oktober 2009                    | Carstensen I Carstensen II          | CDU                                |
| Monika Heinold                     | 12. Juni 2012 28. Juni 2017 29. Juni 2022          | Albig Günther I Günther II          | Grüne                              |
| Silke Schneider                    | 1. August 2024                                     | Günther II                          | Grüne                              |